# Salmo carpio
Salmo carpio, nombre científico del carpione del lago Garda o simplemente carpione, es una especie de pez salmónido de agua dulce originalmente distribuida por gran parte de Italia pero actualmente un endemismo que se encuentra sólo en el lago Garda, al norte del país.
Algunos ictiólogos sostienen que esta especie pertenece al género Salmothymus en lugar de a Salmo, mientras que para otros es una hibridación de otras del género Salmo; aunque se admite que puede tener un origen híbrido, no deja de ser una especie auténtica, bien caracterizada y diferenciada de otras.

## Anatomía
La longitud máxima descrita fue de 50 cm,

## Hábitat y biología
Vive cerca del fondo del lago donde se alimenta de invertebrados bentónicos, donde permanece sin hacer migraciones como otros salmónidos. Extendida antaño por otros lagos del norte de Italia, hoy día se encuentra en estado crítico y en peligro de desaparición, debido a la destrucción de sus hábitats naturales, a la contaminación de las aguas y a la sobrepesca.